# Čeboksari
Čeboksari (rusko Чебокса́ры, IPA: [tɕɪbɐˈksarɨ]; čuvaško Шупашкар, latinizirano: Šupaškar) je glavno mesto Čuvašije v Rusiji in pristanišče na Volgi. Čuvaško ime kraja, Šupaškar, dobesedno pomeni utrdba Čuvašev.
Mesto ima satelitsko mesto Novočeboksarsk, ki leži okrog 6 km vzhodno od Čeboksarija.

## Zgodovina
Kraj je prvič omenjen leta 1469, vendar arheološka izkopavanja kažejo, da je bilo to mesto poseljeno mnogo prej. Na tem mestu je bilo bolgarsko mesto Veda Suvar, ki se je pojavilo, ko so Mongoli premagali velika mesta volških Bolgarov v 13. stoletju.
Leta 1555 so Rusi na tem mestu zgradili trdnjavo in vzpostavili naselbino. Leta 1625 je bilo v Čeboksariju 458 vojakov, leta 1646 pa je v naselju živelo 661 mož. Na koncu 17. stoletja je bil Čeboksari pomembno trgovsko mesto in leta 1781 je prejel status mesta.
Na začetku 19. stoletja je živelo v Čeboksariju okrog 5500 ljudi, na začetku 20. stoletja 5100 ljudi, leta 1965 pa 163.000.
V mestu je 62 % Čuvašev in 34 % Rusov. Mešane poroke so pogoste.

## Galerija
- Nova vladna stavba Čuvaške republike
- Čuvaška državna opera in balet
- Čuvaški dravni muzej umetnosti
- Čuvaška nacionalna knjižnica
- Hotel Čuvašija
- Čuvaška drama
- Cerkev vnebozetja
- Spomenik Vasiliju Čapajevu
- Čeboksarijska železniška postaja pred prenovo
- Čuvaško državno lutkovno gledališče
- Vivedenska katedrala